# イェンス・ペッター・ハウゲ
- イェンス・ペーター・ハウゲ
- イェンス・ペター・ハウゲ
- イェンス・ペッテル・ハウゲ

イェンス・ペッター・ハウゲ（Jens Petter Hauge, 1999年10月12日 - ）は、ノルウェー・ヌールラン県ボードー出身のサッカー選手。FKボデ/グリムト所属。ノルウェー代表。ポジションはFW。
日本のメディアにおける表記は『イェンス・ペーター・ハウゲ』『イェンス・ペター・ハウゲ』『イェンス・ペッテル・ハウゲ』など多数存在し、不特定な面が多い。

## 経歴
2012年に地元のFKボデ/グリムトのユースアカデミーに入所。2016年にトップチームに昇格し、4月23日のエリテセリエンのストレームスゴトセトIF戦で、16歳でプロデビュー。2018年にオーレスンFKへのローン移籍を経験し、2019年シーズンにリーグ戦29戦7ゴールを記録。更に2020年シーズンは、9月末の段階で18試合14ゴールを記録し、得点能力が開花。同月24日のUEFAヨーロッパリーグ 2020-21予備予選のACミラン戦でもゴールを決め、以前からハウゲに注目していたというミランが、ハウゲの獲得に着手したと報じられた。
2020年10月1日、ACミランと2025年までの契約を締結したことが発表された。しかし、加入1年目の2020-21シーズンは18試合2ゴールと期待外れに終わり、同シーズン終了後には早くも移籍の噂が浮上し、2021年8月にはアイントラハト・フランクフルトへの移籍が迫っていると報じられた。
2021年8月10日、アイントラハト・フランクフルトに1年間のローン移籍で加入したことが発表された。
2022年5月28日、アイントラハト・フランクフルトへの1年間ローンによる買取義務の条件を満たした為、ACミランより完全移籍した。同年8月16日、KAAヘントにレンタル移籍。

## 代表歴
プロデビュー戦の2014年から、各ユース世代のノルウェー代表に随時招集されている。2020年10月11日、ルーマニア代表戦でA代表デビュー。

## 個人成績
2022年5月28日現在
| クラブ                | シーズン | リーグ           | リーグ | リーグ | カップ | カップ | 国際大会 | 国際大会 | 通算 | 通算 |
| クラブ                | シーズン | ディビジョン     | 出場   | 得点   | 出場   | 得点   | 出場     | 得点     | 出場 | 得点 |
| --------------------- | -------- | ---------------- | ------ | ------ | ------ | ------ | -------- | -------- | ---- | ---- |
| ボデ/グリムト         | 2016     | エリテセリエン   | 20     | 1      | 4      | 4      | —        | —        | 24   | 5    |
| ボデ/グリムト         | 2017     | アデコリーガエン | 28     | 2      | 0      | 0      | —        | —        | 28   | 2    |
| ボデ/グリムト         | 2018     | エリテセリエン   | 11     | 0      | 4      | 2      | —        | —        | 15   | 2    |
| ボデ/グリムト         | 2019     | エリテセリエン   | 29     | 7      | 1      | 2      | —        | —        | 30   | 9    |
| ボデ/グリムト         | 2020     | エリテセリエン   | 18     | 14     | 0      | 0      | 3        | 3        | 21   | 17   |
| ボデ/グリムト         | 通算     | 通算             | 106    | 24     | 9      | 8      | 3        | 3        | 118  | 35   |
| オーレスン (loan)     | 2018     | アデコリーガエン | 6      | 0      | 0      | 0      | —        | —        | 6    | 0    |
| ミラン                | 2020-21  | セリエA          | 18     | 2      | 1      | 0      | 8        | 6        | 27   | 8    |
| フランクフルト (loan) | 2021-22  | ブンデスリーガ   | 26     | 2      | 0      | 0      | 12       | 1        | 38   | 3    |
| 総通算                | 総通算   | 総通算           | 156    | 28     | 10     | 8      | 23       | 10       | 189  | 46   |

### 代表数
2022年5月28日現在
国際Aマッチ 8試合 0得点（2020年-）
| ノルウェー代表 | 国際Aマッチ | 国際Aマッチ |
| 年             | 出場        | 得点        |
| -------------- | ----------- | ----------- |
| 2020           | 1           | 0           |
| 2021           | 7           | 0           |
| 通算           | 8           | 0           |

## タイトル
アイントラハト・フランクフルト
- UEFAヨーロッパリーグ : 2021-22